# Frank Prewett
Frank James Prewett (* 24. Februar 1893 in Mount Forest, Ontario; † 16. Februar 1962 in Inverness) war ein kanadisch-britischer Dichter.

## Leben
Frank Prewett lebte  in Großbritannien, nachdem er Kanada 1915 verlassen hatte, um im Ersten Weltkrieg zu kämpfen. Er diente in der Royal Field Artillery in der britischen Armee in Frankreich. Nach einer Verletzung aus dem Kriegsdienst entlassen, war er zur Erholung im Craiglockhart Krankenhaus, dort traf er Siegfried Sassoon und die beiden wurden Freunde.
Prewett schrieb im Krieg Gedichte, und Edward Marsh nahm eine Auswahl in seine Sammlung Georgian Poetry 1920–22 (1922) auf. Von 1924/25 bis etwa 1937 hatte er eine Forschungsstelle am Landwirtschaftlichen Forschungsinstitut der Universität Oxford. Er schrieb für landwirtschaftliche Zeitschriften und arbeitete in den 1930er Jahren auch für die BBC.
Im Zweiten Weltkrieg war er erneut im Kriegseinsatz. James Prewett starb in Inverness und ist in Fifield begraben.

## Werke
- Georgian Poetry 1920–22 im Projekt Gutenberg

| Personendaten    | Personendaten                             |
| ---------------- | ----------------------------------------- |
| NAME             | Prewett, Frank                            |
| ALTERNATIVNAMEN  | Prewett, Frank James (vollständiger Name) |
| KURZBESCHREIBUNG | kanadisch-britischer Dichter              |
| GEBURTSDATUM     | 24. Februar 1893                          |
| GEBURTSORT       | Mount Forest, Ontario                     |
| STERBEDATUM      | 16. Februar 1962                          |
| STERBEORT        | Inverness                                 |